# Geoffrey Scoones
Geoffrey Allen Percival Scoones (25 januari 1893 – 1975) was een generaal in het Brits-Indisch Leger tijdens de Tweede Wereldoorlog.

## Biografie
Voor de Tweede Wereldoorlog voerde Scoones het bevel over het 2e Bataljon van de 8th Gurkha Rifles. In 1940 werd hij benoemd tot plaatsvervangend directeur van Militaire Operaties in India. In 1941 werd hij benoemd tot directeur van Militaire Operaties en Intelligentie in India met de rang van generaal-majoor.
In 1942 voerde hij kort het bevel over de Indische 19e Infanteriedivisie voordat hij bevorderd werd tot luitenant-generaal en benoemd werd tot bevelhebber van de Indische 4e Legerkorps. Het Indische 4e legerkorps verdedigde Imphal in Manipur op de grens tussen India en het door de Japanners bezette Birma. Hij was ook verantwoordelijk voor een groot achterland en een groot stuk onbekend en ontoegankelijk oerwoud in het grensgebied.
Scoones voerde het bevel over het korps tijdens de Slag om Imphal. In december 1944 werden hij en Montagu Stopford en Philip Christison in een ceremonie bij het front van Imphal voor de Schotse, Gurkha en Punjab-regimenten geridderd en benoemd tot Ridder Commandeur in de Orde van het Britse Rijk door de onderkoning, Lord Wavell. William Slim werd in dezelfde ceremonie ook geridderd en benoemd tot Ridder Commandeur in de Orde van het Bad. Scoones werd kort daarop benoemd bij de Central Command in India.
Na twee jaar te hebben gediend als adjudant bij koning George VI werd Scoones benoemd tot Principal Staff officer aan het Commonwealth Relations Office. Van 1953 tot 1957 was hij hoge commissaris voor Nieuw-Zeeland.

## Militaire loopbaan
- Second Lieutenant: 20 januari 1912[1]
- Lieutenant: 8 maart 1913[2]
- Captain: 20 januari 1916[3]
- Major: 27 oktober 1917[4][5]
- Titulair Major: 7 januari 1925[6]
- Major: 20 januari 1929[7]
- Titulair Lieutenant-Colonel: 1 januari 1933[8]
- Lieutenant-Colonel: 29 april 1935[8]
- Colonel: 29 januari 1939 (gedateerd 1 januari 1936)[8]
- Waarnemend Brigadier: 17 mei 1940	[8]
- Tijdelijk Brigadier: 17 november 1940[8]
- Waarnemend Major-General: 17 april 1941[8]
- Tijdelijk Major-General: 17 april 1942[8]
- Waarnemend Lieutenant-General: 1 augustus 1942[8]
- Major-General: 17 september 1942[8]
- Tijdelijk Lieutenant-General: 1 augustus 1943[8]
- Lieutenant-General: 6 juni 1944  (gedateerd 2 april 1944)[8]
- General: 15 april 1946 (gedateerd 30 juni 1945)[8]

## Decoraties
- Ridder Commandeur in de Orde van het Bad
- Ridder Commandeur in de Orde van het Britse Rijk
- Commandeur in de Orde van de Ster van Indië
- Orde van Voorname Dienst
- Military Cross